# Makroekonomija
Makroekonomija (iz grške predpone makro-, "veliko" + ekonomija) je področje ekonomije, ki se ukvarja uspešnostjo, strukturo, vedenjem in odločanjem v ekonomiji kot celoti. To vključuje regionalna, narodna in globalna gospodarstva. Ukvarja se s temami, kot so output/BDP, narodni dohodek, brezposelnost (vključno s stopnjo brezposelnosti), cenovni indeksi in inflacija, potrošnja, varčevanje, investicije, energija, mednarodna trgovina in mednarodne finance.
Makroekonomija in mikroekonomija sta dve najsplošnejši področji v ekonomiji. Makroekonomija se pogosto osredotoča na državo (ali večjo enoto, kot je cel svet) in kako njeni trgi vzajemno delujejo, da proizvedejo velike fenomene, katere ekonomisti imenujejo agregatne spremenljivke. V mikroekonomiji se analiza pogosto osredotoča na en trg, kot je vprašanje, če so spremembe v ponudbi ali povpraševanju razlog za povečanje cene na trgu nafte in avtomobilov. Makroekonomska in mikroekonomska ločitev je na področju ekonomije institucionalizirana od uvodnih tečajev načel ekonomije do doktorskega študija. Večina ekonomistov se opredeljuje bodisi kot makroekonomisti, bodisi kot mikroekonomisti.
Makroekonomija se tradicionalno deli na teme po različnih časovnih okvirjih: analiza kratkoročnih fluktuacij med poslovnimi cikli, določanje strukturne ravni spremenljivk, kot sta inflacija in brezposelnost na srednji rok (torej niso pod vplivom kratkoročnih odmikov) ter preučevanje dolgoročne gospodarske rasti. Preučuje tudi posledice politik, ki z obdavčenjem, državnimi izdatki ali obrestnimi merami milijo fluktuacije, kot sta fiskalna ali monetarna politika, in politik, ki lahko dolgoročno vplivajo na življenjske standarde, npr. vplivajo na stopnje rasti.
Na splošno velja, da se je makroekonomija kot ločeno področje raziskovanja in preučevanja začela leta 1936, ko je John Maynard Keynes izdal svojo knjigo Splošna teorija zaposlenosti, obresti in denarja, vendar so njeni intelektualni predhodniki veliko starejši. K razvoju prevladujočih makroekonomskih raziskav so po drugi svetovni vojni prispevale različne makroekonomske šole, kot so keynesianci, monetaristi, novi klasični in novi keynesianski ekonomisti.

## Osnovni makroekonomski koncepti
Makroekonomija obsega različne koncepte in spremenljivke, vendar so  tri centralne makroekonomske spremenljivke output, nezaposlenost in inflacija.:39 Različne vrste makroekonomskih tem imajo različna časovna obdobja in ta ločitev je ključna za veliko raziskovalnih in političnih razprav.:54 Še ena pomembna dimenzija je odprtost ekonomije, saj ekonomska teorija jasno loči med zaprto in odprto ekonomijo.:373

### Časovni okvir
Običajno v makroekonomiji ločimo med tremi časovnimi vidiki, od katerih ima vsak svoj lastni fokus na npr. določanje outputa::54
- Kratki rok (npr. nekaj let): fokus je na fluktuacijah poslovnih ciklov in spremembah v agregatnem povpraševanju, ki jih pogosto povzročajo. V tem časovnem okviru so relevantne tudi stabilizacijske politike, kot sta monetarna in fiskalna politika.
- Srednji rok (npr. desetletje): na srednji rok teži ekonomija k ravni outputa, določeni z dejavniki ponudbe, kot so zaloga kapitala, raven tehnologije in delovna sila, brezposelnost pa teži k vrnitvi na strukturno (ali naravno) raven. Ti dejavniki se spreminjajo počasi, tako da jih je možno vzeti za približek na srednji rok, čeprav so politike trga dela in konkurenčne politike instrumenti, ki lahko vplivajo na strukturo ekonomije in tako srednjeročno ravnotežje.
- dolgi rok (npr. nekaj desetletij ali več): v tem časovnem obdobju je poudarek na determinantah dolgoročne gospodarske rasti, kot so akumulacija človeškega in fizičnega kapitala, tehnološke inovacije in demografske spremembe. Potencialne politike, ki vplivajo na ta razvoj so izobraževalne reforme in spodbude za spreminjanje stopnje varčevanja ali povečanje investicij v raziskave in razvoj.